# ヴェールール
ヴェールール（タミル語: வேலூர்、英語: Vellore）は、インド南部のタミル・ナードゥ州にある都市。ヴェールール県の県庁所在地であり、同県ヴェールール郡の中心都市である。古くから周辺地域での権力闘争の激戦地であり、ヴェールール城塞を擁している。

## 地理
タミル・ナードゥ州北東部のヴェールール県の中央、パーラール川沿いに位置する。州内の主要都市までの距離を以下に示す。
- 県外
  - チェンナイまで 140km
  - ティルッチラーッパッリまで 308km
  - マドゥライまで 436km
  - コーヤンブットゥールまで 358km
  - カンニヤークマリまで 678km
- 県内
  - カートパーディまで 3km
  - アールカードゥまで 28km

## 歴史
ヴェールールはヴィジャヤナガル王国の時代、領主であるナーヤカが都市としての基礎を築き、16世紀にチンナ・ボンミ・ナーヤカとティンマ・レッディ・ナーヤカによって城塞（ヴェールール城）が建築された。
17世紀初頭、ヴィジャヤナガル王ヴェンカタ2世は、ビジャープル王国、ゴールコンダ王国の圧迫から逃れるために、チャンドラギリからこの地へ遷都した。
17世紀の中頃には、ビジャープル王国がこの町を治めていたが、その後マラーター人などの支配を受けた。マラーター王国からムガル帝国に支配権が移ったのちには、アルコットのナワーブの管轄となった。
1760年、この町はイギリス東インド会社の支配下に入った。1799年イギリスがティプー・スルターンを破った後、彼の息子たちはこの町に幽閉された。
1806年7月10日、セポイたちがイギリスに抵抗してこの町で蜂起したが、イギリスによって一日で鎮圧され、大勢が殺害された（ヴェールール蜂起）。

## 政治
ヴェールールからは、2001年の統一地方選挙に引き続き、2006年の統一地方選挙においてもINCのC・ニャーナシェーカランが連続当選した。

## 画像

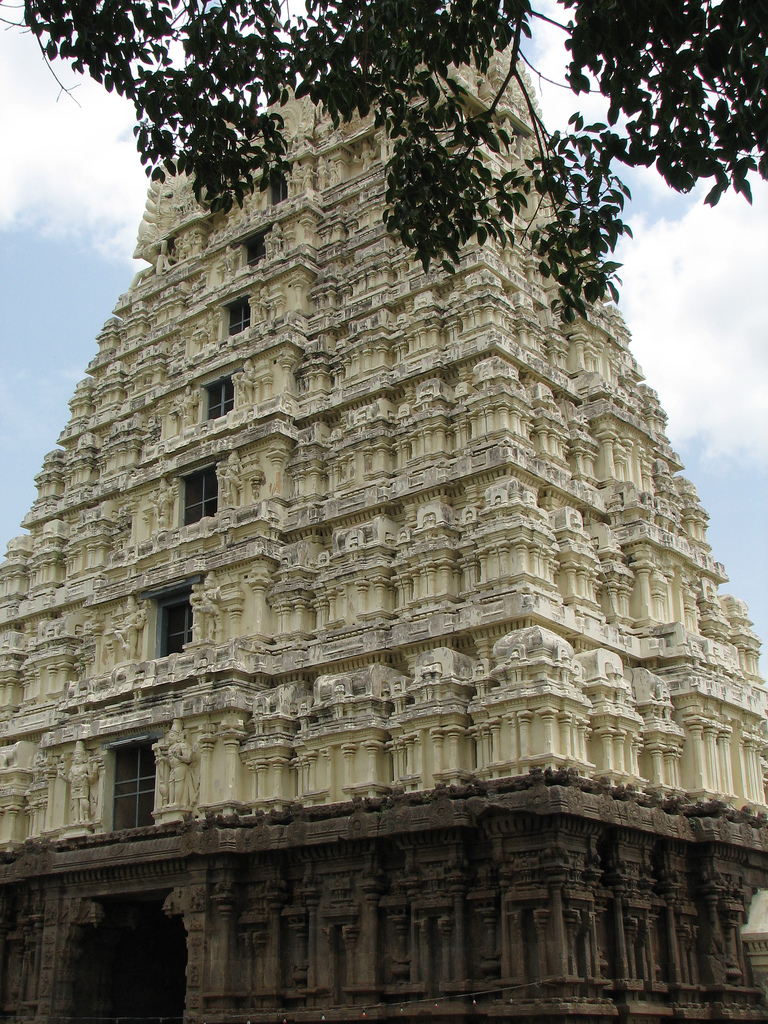
城塞内の寺院
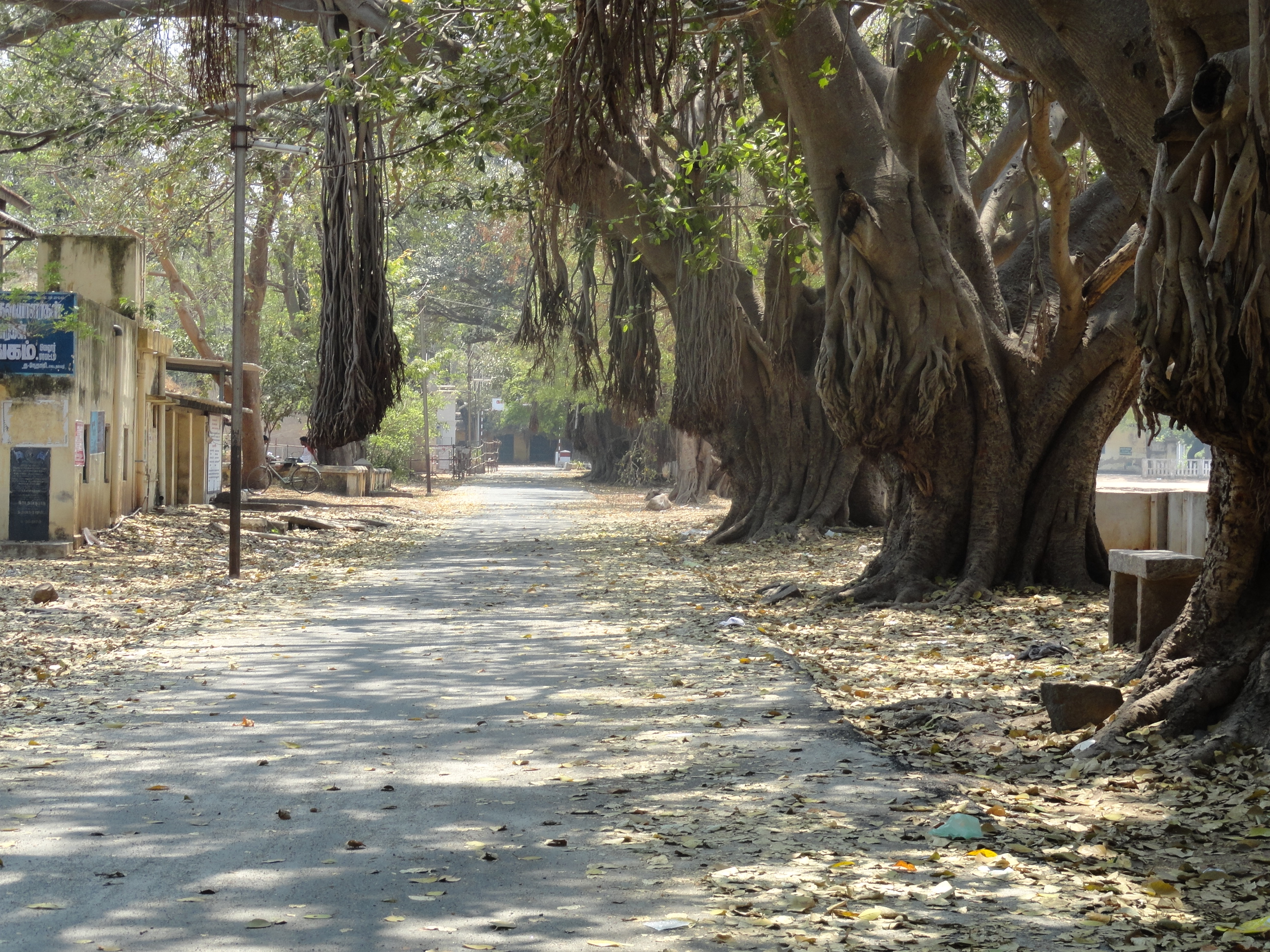
ヴェールール城の道
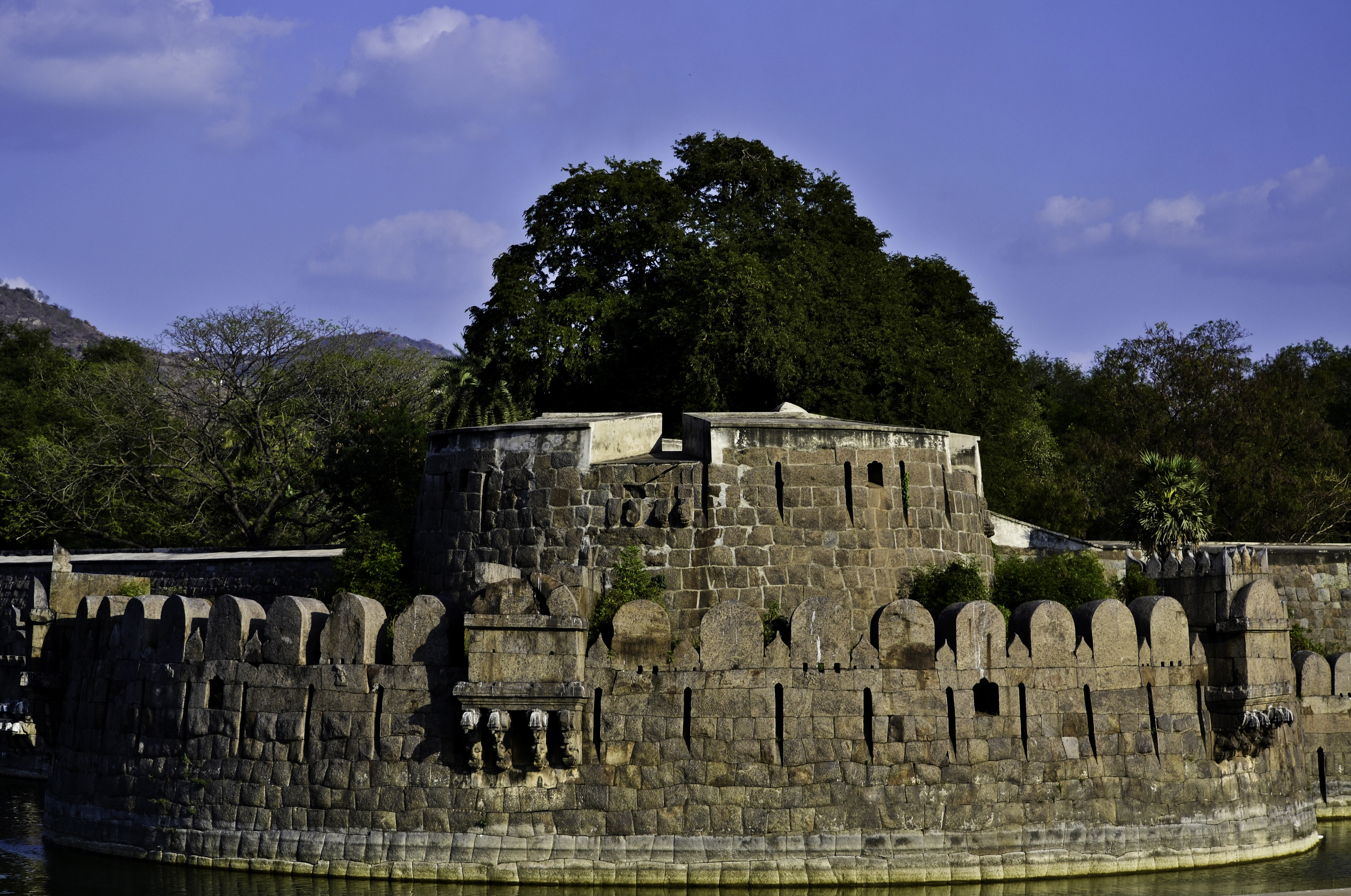
ヴェールール城塞（正面）
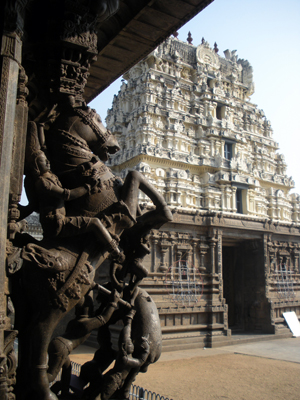
ヴェールール城塞（内部）